# Таланцев, Михаил Михайлович (младший)
Михаил Михайлович Тала́нцев (1866—?) — русский промышленник и меценат, потомственный почётный гражданин.

## Биография
Родился 29 октября 1866 года  в усадьбе Янибяково близ города Ядрин (ныне — в черте города Ядрин) в семье Таланцевых, Михаила Михайловича и Софьи Ивановны. 
Отец: Михаил Михайлович (ок.1834—1875) — купец 2-й гильдии Чебоксар и Ядрина; в тот период — чебоксарский городской голова). Мать: Софья Ивановна (ок.1843—1887) — из дворян, купчиха 2-й гильдии Чебоксар, землевладелица Царёвококшайского уезда (50 десятин). Имела гостиницу с трактиром в Чебоксарах, дом в Казани. Владела 2 водочными заводами — в Чебоксарах и Ядрине. Михаил был вторым ребёнком Таланцевых (старший брат, Николай, родился в 1865 году, младший брат, Зиновий, в 1868 году, сестра, Раиса, в 1869 году). 
Михаил окончил четыре класса 3-й Казанской гимназии, затем добровольно служил в Русской императорской армии. В 20 лет втянулся в дела своей семьи, занимался заготовкой сырья для заводов.
После строительства в 1900 году Чета́йской второклассной церковно-приходской школы, стал её попечителем. За возведение школьных зданий на селе ему была пожалована серебряная медаль на Станиславской ленте. В 1905 году Михаил Таланцев был избран почетным членом Ядринского уездного училищного совета Казанской епархии. В 1906 году, после открытия женской прогимназии, Ядринская городская управа изъявила желание иметь реальное училище. Помочь городу согласился Михаил Михайлович: выстроенное каменное здание училища обошлось в 100 тысяч рублей, из которых 32 тысячи оплачены казной, а 68 тысяч — Таланцевым.
За покровительство школам был он награждён ещё двумя медалями: 6 мая 1908 года — серебряной медалью на Аннинской ленте, 6 декабря 1909 года — медалью на Александровской ленте.
В 1916—1917 годах на его же деньги были возведены новые постройки (в том числе жилые дома для персонала) во дворе училища.
Сведений о жизни М. М. Таланцева в советское время, в том числе дата и место смерти, отсутствуют.

В 1918 году покинул Ядрин. Со слов потомков, был расстрелян большевиками. 

## Семья
Сын Михаила Таланцева, тоже Михаил (1908—1938), учился в Нижегородском государственном университете на химическом факультете. Стал инженером на Дзержинском заводе «Корунд», был в 1937 году арестован, осуждён по статье 17-58, п. 8, —11 и в 1938 году расстрелян

## Награды
- Был награждён орденом Святой Анны 3-й степени (1909) и медалью в память 300-летия царствования дома Романовых (1913)[8].

## Память
- Мраморный бюст Михаила Михайловича Таланцева расположен напротив входа в Ядринскую национальную гимназию.[9]